# Rue du Bac, Paris

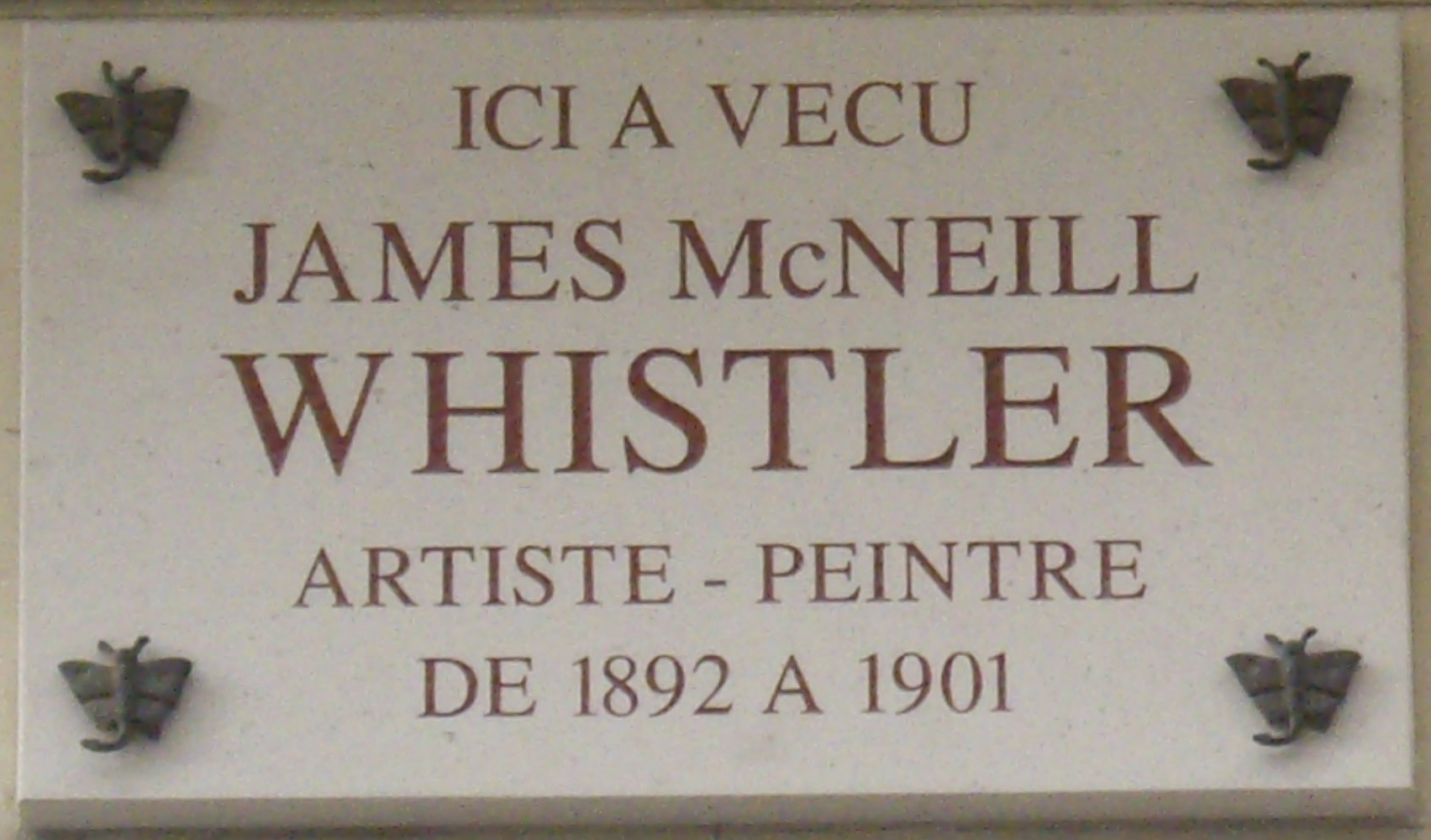

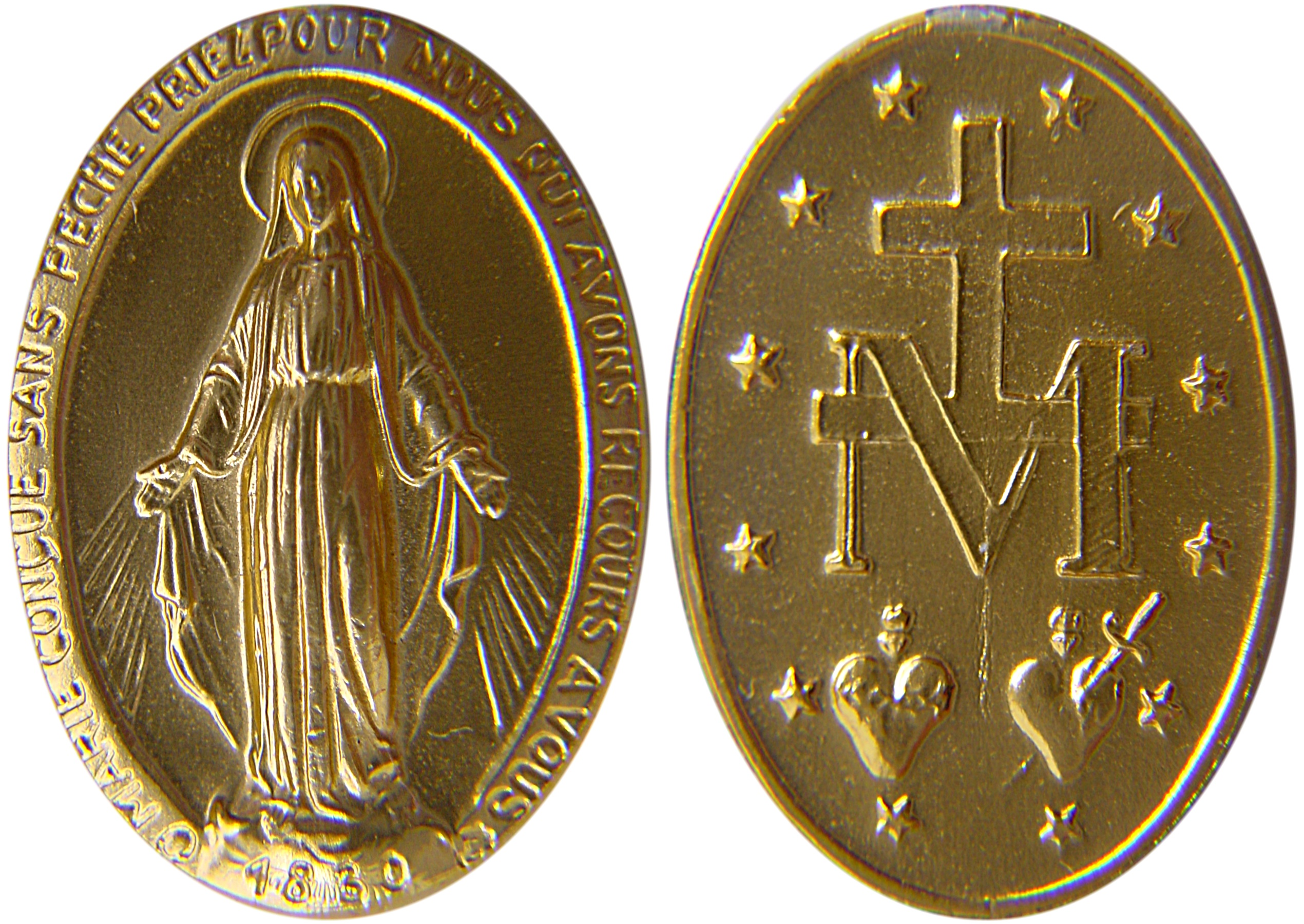
A Medalha Milagrosa. Santa Catarina Labouré está enterrada na Rue du Bac, 140, um dos lugares onde a Virgem Maria apareceu para ela.

Rue du Bac é uma rua de Paris situada no 7º arrondissement. A rua, com 1150 m de extensão, começa no cruzamento dos quais Voltaire e Anatole-France e termina na rue de Sèvres.
Rue du Bac também é o nome de uma estação na linha 12 do metrô de Paris, embora sua entrada esteja na verdade localizada no Boulevard Raspail, no ponto em que é unida pela rue du Bac.

## História
A Rue du Bac deve seu nome a uma balsa ( bac ) estabelecida por volta de 1550 no que hoje é o quai Voltaire, para transportar blocos de pedra para a construção do Palais des Tuileries. Ela cruzou o Sena no local da atual Pont Royal, ponte construída sob o reinado de Luís XIV para substituir a Pont Rouge construída em 1632 pelo financista Barbier.
Originalmente, a rua chamava-se Grand Chemin du Bac, depois Ruelle du Bac e Grande Rue du Bac.

## Edifícios importantes

### Números ímpares de rua
- 1: Construído por Auguste Rolin e C. La Horgue em 1882-1883
- 83 – 85: Antigo mosteiro da Imaculada Conceição, construído em 1637. Também ocupou os números 87 e 89 da rue de Grenelle, para o qual o jardim se estendia.
- 97: Hôtel de Ségur (também chamado de Hôtel de Salm-Dyck): Esta casa foi construída em 1722 por Pierre Henry Lemaître (também proprietário do château du Marais), talvez por François Debias-Aubry. Algumas das decorações interiores datam desse período. De 1786 a 1792 e de 1796 a 1798 foi ocupada por Madame de Staël, que aqui mantinha um salão regular.
- 101: Hôtel de La Feuillade

### Mesmo números de rua
- 2 – 4: The Caisse des dépôts et consignations, a instituição financeira pública criada em 1816 para controlar os negócios financeiros no interesse do público
- 40: A porta deste edifício abre em uma passagem perpendicular à rue du Bac. Dentro da passagem estava o Hotel Cochin, onde Charles de Montalembert morava.
- 44: Em 1932, André Malraux escreveu uma parte de <i id="mwTg">Man's Fate</i> aqui.
- 46: A porta exterior possui painéis representativos da Prudência e do Direito, esculpidos por Michel Varin. O interior original do século 18 tinha painéis de madeira adornados com obras dos pintores Carle Van Loo, Jean-Baptiste Oudry e Jean II Restout. Foi dispersado no final do século XIX. Alguns de seus elementos foram reapresentados no Museu Jacquemart-André, no Hôtel de Pontalba ( rue du Faubourg-Saint-Honoré ) e no castelo de Vaux-le-Pénil (perto de Melun, no departamento de Seine-et-Marne).
- 70: Construindo a partir dos anos 1830 – 1840
- 102: Hôtel de Sainte-Aldegonde, construído na primeira metade do século 18
- 110: Do outro lado do pátio, estúdio e casa construídos em 1812 por Pierre-Louis Baltard, pai do arquiteto Victor Baltard. O andar térreo da casa foi ocupado por James McNeill Whistler de 1892 a 1901.[1]
- 118 – 120: Dois hotéis, separados por uma parede de festa, construídos entre 1713 e 1715 por Claude Nicolas Lepas-Dubuisson para as Missions étrangères de Paris. O hotel 120 é conhecido como Hôtel de Clermont-Tonnerre, o nome do proprietário que ocupou a propriedade no final do século 18 e onde François-René de Chateaubriand viveu em 1838 e morreu em 1848. As portas que representam os quatro cantos do mundo (objetivo evangélico das Missions étrangères de Paris) são provavelmente obra de Jean-Baptiste Tureau.
- 128: Missions étrangères de Paris, uma organização católica: A capela foi construída entre 1683 e 1689 pelo mestre pedreiro Lepas-Dubuisson (pai do arquiteto de 118 – 120).
- 136 – 140: Edifícios mais antigos que constituem o convento Maison des Filles de la Charité de Saint-Vincent-de-Paul (casa mãe das Filhas da Caridade de São Vicente de Paulo), incluindo a Capela de Nossa Senhora da Medalha Milagrosa, local de sepultura de Santa Catarina Labouré. Este é o endereço onde viveu o personagem Sr. Klein no filme Sr. Klein de 1976.[2]

### Edifícios destruídos
- 84: Antiga entrada para o jardim do Hôtel de Galliffet, que tem sua entrada principal na 73 rue de Grenelle; marcado por um enorme alpendre que foi demolido em 1837
- 86: Site do antigo Hotel Dillon